# Мохирёва
Мохирёва — деревня в Талицком городском округе Свердловской области России.

## Географическое положение
Деревня Мохирёва находится в 18 километрах (по автодороге в 20 километрах) к востоку от города Талицы, на правом берегу реки Пышмы, в устье реки Мильюр. В окрестностях деревни расположено озеро-старица.

## История деревни
В начале XX века в деревне все были православными крестьянами, которые занимались земледелием.

## Часовня
В начале XX века в деревне имелась часовня, освященная во имя Рождества Предтечи и Крестителя Господня Иоанна.

## Школа
В 1900 году в деревне уже существовала земская школа.

## Население
| 2002 | 2010 | 2021 |
| ---- | ---- | ---- |
| 384  | ↘370 | ↘321 |